# Bart the Bear
Bart the Bear (* 19. Januar 1977 in Baltimore, Maryland, USA; † 10. Mai 2000 in Park City, Utah, USA) war ein männlicher Kodiakbär, der in zahlreichen Hollywoodfilmen mitwirkte.
Bart wurde 1977 in einem amerikanischen Zoo geboren, der nicht in der Lage war, das Tier aufzuziehen. Als er fünf Wochen alt und etwa 2,5 kg schwer war, entschieden die Tiertrainer Doug und Lynne Seus, sich des kleinen Bären anzunehmen und ihn mit der Flasche großzuziehen. Nachdem er etwa 150 Kilogramm Gewicht erreicht hatte und somit zu groß war, um weiter im Haus zu leben, errichteten die Seus auf ihrer Wasatch Rocky Mountain Wildlife Ranch für ihn ein eigenes „Bärenhaus“. Der Stuntman und Tiertrainer Monty Cox entdeckte den Bären und seinen Trainer schließlich für den Einsatz in Hollywoodfilmen. Er spielte neben Schauspielern wie John Candy, Dan Aykroyd, Steven Seagal, Anthony Hopkins und Alec Baldwin. In Jean-Jacques Annauds Der Bär aus dem Jahr 1988 übernahm er neben dem jüngeren Youk the Bear die Hauptrolle.
Er hatte eine Kopf-Rumpflänge von ca. 280 Zentimetern und wog als erwachsener Bär etwa 670 Kilogramm. Bart starb im Jahr 2000 mit 23 Jahren an Krebs. Er erreichte damit für einen Bären in Gefangenschaft ein durchschnittliches Alter.
Er verstarb bei den Dreharbeiten für die Fernsehdokumentation Growing Up Grizzly (2001). Bereits in den 90er Jahren drehte Brad Pitt mit ihm den Kinofilm Legenden der Leidenschaft.
Seine Nachfolger, die beiden Grizzlybärwaisen Honey-Bump und Little Bart, werden ebenfalls für den Einsatz bei Filmproduktionen trainiert. Little Bart the Bear, der einen Kurzauftritt in dem Film Dr. Dolittle 2 (2001) und eine Hauptrolle in Ein ungezähmtes Leben (2005) hatte, wurde nach Bart benannt.
Bemerkenswert war der gewaltfreie und herzliche, kollegiale Umgang, mit dem Doug Seus die riesigen Bären zu außergewöhnlichen Leistungen brachte. Für die Aufnahmen in dem Film Auf Messers Schneide wurden er und seine Arbeit mit Bart im Abspann ehrend erwähnt.

## Filmografie
- 1980: Windwalker
- 1983: Beste Spieler weit und breit – Sein größtes Abenteuer (Kenny Rogers as The Gambler: The Adventure Continues) (Fernsehfilm)
- 1986: Ayla und der Clan des Bären (The Clan of the Cave Bear)
- 1986: Die Entscheidung um Long Hill (Louis L’Amour’s Down the Long Hills)
- 1988: Great Outdoors – Ferien zu dritt (The Great Outdoors)
- 1988: Der Bär (L’Ours)
- 1990: Allein in der Wildnis (Lost in the Barrens) (Fernsehfilm)
- 1990: The Young Riders (Fernsehserie), Episode Decoy
- 1991: Wolfsblut (White Fang)
- 1991: The Giant of Thunder Mountain
- 1994: Auf brennendem Eis (On Deadly Ground)
- 1994: Legenden der Leidenschaft (Legends of the Fall)
- 1996: Die Liebenden vom Red River (Les Amants de rivière rouge) (Fernsehserie)
- 1997: Auf der Spur des großen Bären (Walking Thunder)
- 1997: Auf Messers Schneide – Rivalen am Abgrund (The Edge)
- 1998: Meet the Deedles